# 周家水库 (昭平)
周家水库是中国广西壮族自治区贺州市昭平县境内的一座水库，位于桂江支流富群河上，建于1965年。水库正常库容为1195万立方米，平均水深为18.80米，集雨面积为17平方千米，海拔为219米。